# 聖安禮布基區
聖安禮布基區是菲律賓馬尼拉市東南部、以住宅區為主的市轄區；面積上小於各市區，但密度上則僅次於湯都區；居民收入僅高於貧窮線。

## 飞地
- 馬尼拉南部公墓

## 外部連結
- 馬尼拉市官方網站

14°34′26″N 121°0′14″E / 14.57389°N 121.00389°E